# تصفيات أمريكا الشمالية لكأس العالم 2010 – الدور الثالث
ملخصات تصفيات أمريكا الشمالية لكأس العالم لكرة القدم 2010 - الدور الثالث هي المرحلة قبل الاخيرة الموأهلة لبطولة كأس العالم 2010. أقيمت القرعة في 25 نوفمبر في ديربان، جنوب أفريقيا.

## الطريقة
في هذه الدور تم تقسيم الفائزين من الدور الثاني إلى ثلاث مجموعات كل مجموعة تضم أربعة منتخبات، ثم يتاهل منتخبان من كل مجموعة إلى الدور الرابع.

## المجموعة الأولى
| الفريق           | لعب | فاز | تعادل | خسر | له | عليه | +\- | النقاط |
| ---------------- | --- | --- | ----- | --- | -- | ---- | --- | ------ |
| الولايات المتحدة | 6   | 5   | 0     | 1   | 14 | 3    | 11+ | 15     |
| ترينيداد وتوباغو | 6   | 3   | 2     | 1   | 9  | 6    | 3+  | 11     |
| غواتيمالا        | 6   | 1   | 2     | 3   | 6  | 7    | 1−  | 5      |
| كوبا             | 6   | 1   | 0     | 5   | 5  | 18   | 13− | 3      |

- الولايات المتحدة و ترينيداد وتوباغو تأهلتا إلى الدور الرابع.
- غواتيمالا و كوبا يخرجان من تصفيات كأس العالم 2010.

| كوبا              | 1 – 3 | ترينيداد وتوباغو                       |
| ----------------- | ----- | -------------------------------------- |
| خينييل ماركيز 85' | تقرير | كيون دانييل 27'، 61' · كورنيل غلين 66' |

| غواتيمالا | 0 – 1 | الولايات المتحدة     |
| --------- | ----- | -------------------- |
|           | تقرير | كارلوس بوكانيغرا 69' |

| ترينيداد وتوباغو | 1 – 1 | غواتيمالا                  |
| ---------------- | ----- | -------------------------- |
| كيون دانييل 84'  | تقرير | كارلوس إدواردو غالاردو 90' |

| كوبا | 0 – 1 | الولايات المتحدة |
| ---- | ----- | ---------------- |
|      | تقرير | كلينت ديمبسي 40' |

| الولايات المتحدة                                        | 3 – 0 | ترينيداد وتوباغو |
| ------------------------------------------------------- | ----- | ---------------- |
| ميكائيل برادلي 10' · كلينت ديمبسي 18' · بريان تشينغ 57' | تقرير |                  |

| غواتيمالا                                                                        | 4 – 1 | كوبا                |
| -------------------------------------------------------------------------------- | ----- | ------------------- |
| كارلوس رويز 38'، 55' · ماريو رافاييل رودريغيز 85' · خوسيه مانويل كونتريراس 90+1' | تقرير | روبيرتو ليناريس 25' |

| الولايات المتحدة                                                                                        | 6 – 1 | كوبا            |
| --- | ----- | --------------- |
| داماركوس بيزلي 11'، 31' · لاندون دونوفان 48' · بريان تشينغ 63' · جوزي ألتيدور 87' · أوغوتشي أونييوو 90' | تقرير | خينزي مونوز 32' |

| غواتيمالا | 0 – 0 | ترينيداد وتوباغو |
| --------- | ----- | ---------------- |
|           | تقرير |                  |

| كوبا                                              | 2 – 1  | غواتيمالا      |
| ------------------------------------------------- | ------ | -------------- |
| خيمي كولومي 45' (ركلة جزاء) · ألياني أورغيليس 90' | Report | ماركو بابا 80' |

| ترينيداد وتوباغو                              | 2 – 1 | الولايات المتحدة |
| --------------------------------------------- | ----- | ---------------- |
| راسيل لاتابي 60' · دوايت يورك 79' (ركلة جزاء) | تقرير | تشارلي ديفيز 74' |

| ترينيداد وتوباغو                                    | 3 – 0 | كوبا |
| --------------------------------------------------- | ----- | ---- |
| كينواين جونز 67' · دوايت يورك 69' · كيون دانييل 89' | تقرير |      |

| الولايات المتحدة              | 2 – 0 | غواتيمالا |
| ----------------------------- | ----- | --------- |
| كيني كوبر 53' · فريدي أدو 68' | تقرير |           |

## المجموعة الثانية
| الفريق  | لعب | فاز | تعادل | خسر | له | عليه | +\- | النقاط |
| ------- | --- | --- | ----- | --- | -- | ---- | --- | ------ |
| هندوراس | 6   | 4   | 0     | 2   | 9  | 5    | 4+  | 12     |
| المكسيك | 6   | 3   | 1     | 2   | 9  | 6    | 3+  | 10     |
| جامايكا | 6   | 3   | 1     | 2   | 6  | 6    | 0   | 10     |
| كندا    | 6   | 0   | 2     | 4   | 6  | 13   | 7−  | 2      |

- الهندوراس و المكسيك تأهلتا إلى الدور الرابع.
- جامايكا و كندا يخرجان من تصفيات كأس العالم 2010.

| كندا                 | 1 – 1   | جامايكا         |
| -------------------- | ------- | --------------- |
| جوليان دي جوزمان 47' | التقرير | أندي وليامز 52' |

| المكسيك             | 2 – 1   | هندوراس                 |
| ------------------- | ------- | ----------------------- |
| بافل باردو 73'، 75' | التقرير | خوليو سيزار دي ليون 36' |

| المكسيك                                                  | 3 – 0   | جامايكا |
| -------------------------------------------------------- | ------- | ------- |
| أندريس غواردادو 3' · فرناندو أرسي 33' · جوني ماغالون 63' | التقرير |         |

| كندا            | 1 – 2 | هندوراس               |
| --------------- | ----- | --------------------- |
| أدريان سيريو 4' | تقرير | رامون نونييز 47'، 56' |

| المكسيك                            | 2 – 1 | كندا          |
| ---------------------------------- | ----- | ------------- |
| عمر برافو 59' · رافاييل ماركيز 73' | تقرير | علي غيربا 78' |

| هندوراس                                         | 2 – 0 | جامايكا |
| ----------------------------------------------- | ----- | ------- |
| رامون نونييز 65' · أمادو غيفارا 73' (ركلة جزاء) | تقرير |         |

| جامايكا          | 1 – 0 | المكسيك |
| ---------------- | ----- | ------- |
| ريكاردو فولر 34' | تقرير |         |

| هندوراس                                                 | 3 – 1 | كندا            |
| ------------------------------------------------------- | ----- | --------------- |
| والتر مارتينيز 9' · كارلو كوستلي 65' · هيندري توماس 90' | تقرير | أندريه هينو 54' |

| جامايكا          | 1 – 0   | هندوراس |
| ---------------- | ------- | ------- |
| لوتون شيلتون 16' | التقرير |         |

| كندا                                | 2 – 2 | المكسيك                                    |
| ----------------------------------- | ----- | ------------------------------------------ |
| علي غيربا 13' · توماش رادزينسكي 50' | تقرير | كارلوس سالسيدو 35' · فيسنت ماتياس فوسو 64' |

| هندوراس                      | 1 – 0 | المكسيك |
| ---------------------------- | ----- | ------- |
| ريكاردو أوسوريو 52' (بالخطأ) | تقرير |         |

| جامايكا                                                          | 3 – 0 | كندا |
| ---------------------------------------------------------------- | ----- | ---- |
| لوتون شيلتون 28' · مارلون كينج 58' (ركلة جزاء) · عمر كامينغز 85' | تقرير |      |

## المجموعة الثالثة
| الفريق    | لعب | فاز | تعادل | خسر | له | عليه | +\- | النقاط |
| --------- | --- | --- | ----- | --- | -- | ---- | --- | ------ |
| كوستاريكا | 6   | 6   | 0     | 0   | 20 | 3    | 17+ | 18     |
| السلفادور | 6   | 3   | 1     | 2   | 11 | 4    | 3+  | 10     |
| هايتي     | 6   | 0   | 3     | 3   | 4  | 13   | 9−  | 3      |
| سورينام   | 6   | 0   | 2     | 4   | 4  | 19   | 15− | 2      |

- كوستاريكا و إلسلفادور تأهلتا إلى الدور الرابع.
- هايتي و سورينام يخرجان من تصفيات كأس العالم 2010.

| هايتي                                 | 2 – 2 | سورينام                |
| ------------------------------------- | ----- | ---------------------- |
| فرانتس بيرتن 90' · فوسين برونيل 90+5' | تقرير | ونسلي كريستوف 31'، 46' |

| كوستاريكا                      | 1 – 0 | السلفادور |
| ------------------------------ | ----- | --------- |
| ألفارو سابوريو 49' (ركلة جزاء) | تقرير |           |

| السلفادور                                                        | 5 – 0 | هايتي |
| ---------------------------------------------------------------- | ----- | ----- |
| رودولفو زيلايا 7'، 24'، 53' · سيزار لاريوس 58' · وليام توريس 79' | تقرير |       |

| كوستاريكا | 7 – 0 | سورينام |
| --- | ----- | ------- |
| فرويلان يديزما 9'، 41' · أليخاندرو ألبيزار 47' · أرماندو ألونسو 78' · سيلسو بورخيس 79' · ألونسو سوليس 86' · برايان رويز 88' | تقرير |         |

| سورينام | 0 – 2 | السلفادور                                     |
| ------- | ----- | --------------------------------------------- |
|         | تقرير | شون مارتن 2' · مارلون فلتر 12' (خطأ في مرماه) |

| هايتي          | 1 – 3 | كوستاريكا                                    |
| -------------- | ----- | -------------------------------------------- |
| جان ألسينا 40' | تقرير | برايان رويز 12'، 75' · أليخاندرو ألبيزار 86' |

| سورينام              | 1 – 4 | كوستاريكا                                                                    |
| -------------------- | ----- | ---------------------------------------------------------------------------- |
| كليفتون ساندفليت 48' | تقرير | والتر سينتينو 10' · سيلسو بورخيس 41' · أرماندو ألونسو 47' · ألونسو سوليس 78' |

| هايتي | 0 – 0 | السلفادور |
| ----- | ----- | --------- |
|       | تقرير |           |

| كوستاريكا                            | 2 – 0 | هايتي |
| ------------------------------------ | ----- | ----- |
| جونيور دياز 16' · فيكتور نونيز 90+2' | تقرير |       |

| السلفادور                                                                   | 3 – 0 | سورينام |
| --------------------------------------------------------------------------- | ----- | ------- |
| رودولفو زيلايا 8' · إيليسيو كوينتانايلا 27' · دريك غاردن 81' (خطأ في مرماه) | تقرير |         |

| سورينام           | 1 – 1 | هايتي               |
| ----------------- | ----- | ------------------- |
| ونسلي كريستوف 40' | تقرير | ليونيل سان بريو 28' |

| السلفادور         | 1 – 3 | كوستاريكا                              |
| ----------------- | ----- | -------------------------------------- |
| روديس كوراليس 18' | تقرير | روي ميري 24'، 90' · خوسيه فرنانديز 30' |

## الهدافون
لاعبون بالخط العريض منتخبهم تاهل للدور الرابع من التصفيات.
تم تسجيل 103 هدف في أكثر من 36 مباراة بمعدل 2.86 هدف لكل مباراة.
4 أهداف
| - رودولفو زيلايا | - كيون دانييل |  |

3 أهداف
| - برايان رويز | - رامون نونييز | - ونسلي كريستوف |

هدفان
| - علي غيربا - أرماندو ألونسو - أليخاندرو ألبيزار - سيلسو بورخيس - فرويلان يديزما | - روي ميري - ألونسو سوليس - كارلوس رويز - لوتون شيلتون - بافل باردو | - دوايت يورك - داماركوس بيزلي - بريان تشينغ - كلينت ديمبسي |

هدف
| - جوليان دي جوزمان - أندريه هينو - توماش رادزينسكي - أدريان سيريو - ألفارو سابوريو - والتر سينتينو - جونيور دياز - خوسيه فيرنانديز - فيكتور نونيز - خيمي كولومي - روبيرتو ليناريس - خينيل ماركيز - هينزي مونوز - ألياني أورغيليس - روديس كوراليس - سيزار لاريوس - شون مارتن - إيليسيو كوينتانايلا - وليام توريس | - خوسيه مانويل كونتريراس - كارلوس إدواردو غالاردو - ماركو بابا - ماريو رافاييل رودريغيز - جان ألسينا - فرانتس بيرتن - فوسين برونيل - ليونيل سان بريو - كارلو كوستلي - أمادو غيفارا - خوليو سيزار دي ليون - والتر مارتينيز - هيندري توماس - عمر كامينغز - ريكاردو فولر - مارلون كينج - أندي وليامز - فرناندو أرسي | - عمر برافو - أندريس غواردادو - جوني ماغالون - رافاييل ماركيز - كارلوس سالسيدو - فيسنت ماتياس فوسو - كليفتون ساندفليت - راسيل لاتابي - كورنيل غلين - كينواين جونز - فريدي أدو - جوزي ألتيدور - كارلوس بوكانيغرا - ميكائيل برادلي - كيني كوبر - لاندون دونوفان - تشارلي ديفيز - أوغوتشي أونييوو |

بالخطأ في مرماه
| - ريكاردو أوسوريو (أمام الهندوراس) | - مارلون فلتر (أمام إلسلفادور) | - دريك غاردن (أمام إلسلفادور) |

## وصلات خارجية
- FIFA.com
- CONCACAF.com